# Parque nacional de la Isla South Button
El parque nacional de la Isla South Button es un parque nacional en las islas de Andamán de la India. Entre las especies que se pueden encontrar aquí, destaca el dugongo. 
La superficie total de esta isla protegida es de alrededor de cinco kilómetros cuadrados. Junto con sus islas vecinas, North Button y Middle Button, ambas también parques nacionales, forma parte del parque nacional marino Rani Jhansi frente a la costa de la isla Andamán del Sur.

## El parque
El parque nacional se encuentra a unos 24 km al sudoeste de la isla Havelock, aproximadamente un viaje de dos horas en motora.

## Atracciones y actividades
La isla tiene un clima oceánico moderado por el mar que lo rodea. La temperatura media varía entre 20 y 30 °C. La isla recibe mucha lluvia durante la temporada del monzón sudoccidental entre junio y octubre, y la mayor parte de los visitantes acuden entre diciembre y abril.
Una de las principales atracciones en esta pequeña isla es el arrecife de coral en aguas someras, con alta visibilidad. Estos arrecifes coralinos tropicales tienen menos de dos metros de profundidad, y la isla es un sitio popular para la práctica del snorkel y el submarinismo.

## Flora y fauna
Algunos de los árboles y arbustos presentes en la isla son la palmera ratán (Calamus palustris), el bambú trepador Dinochloa andamanica y Parishia insignis, Calophyllum soulattri, Artocarpus, Canarium, Dipterocarpus grandiflorus, Dipterocarpus pilosus, Endospermum chinensis, Hopea odorata, Salmalia insignis, Sideroxylon, Aprosa villosula, Baccaurea sapida, Caryota mitis y Dinochloa palustris.
La isla es demasiado pequeña para sostener grandes mamíferos terrestres, pero el mar está lleno de vida. Entre los animales que habitan aquí se encuentran dugongos, agámidos Hydrosaurus (un tipo de lagarto), tortugas marinas, delfines y ballenas azules. Los peces que se pueden ver frente a la costa incluyen anchoa, Plectorhinchus, pez león, peces ángel, peces mariposa, rayas de los géneros Mobula y Manta y barracudas, así como moluscos nudibranquios, pulpos y gambas. Las tortugas de mar anidan aquí, como lo hacen subespecies endémicas de salangana nidoblanco (Aerodramus fuciphagus) y el distintivo pigargo oriental (Haliaeetus leucogaster).